# Жертвенник всесожжения

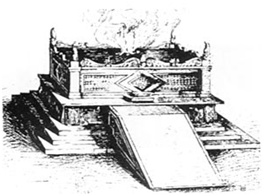
Реконструкция медного Жертвенника всесожжения

Жертвенник всесожжения (ивр. מזבח העולה‎, мизбах а-ола) или Жертвенник (ивр. הַמִּזְבֵּחַ‎, а-мизбеах) — в иудаизме один из центральных предметов службы в Скинии, а затем и в Храме.

## Названия

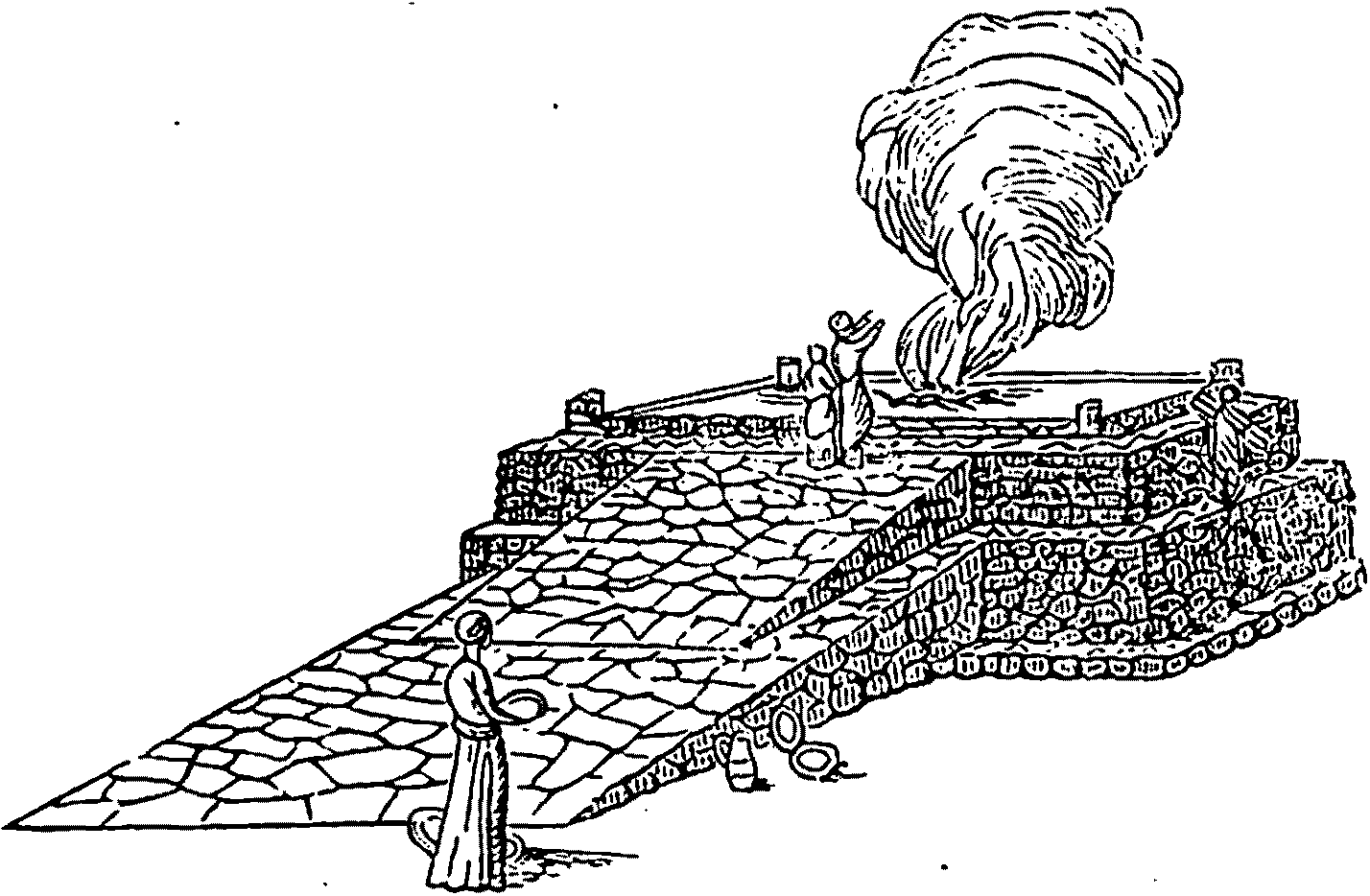
Алтарь, жертвенник всесожжения
(рисунок из «БЭАН»)

У этого жертвенника было несколько названий:
- Жертвенник всесожжения (מזבח העולה, мизбах ха-ола) — поскольку он использовался для сжигания жертвенных животных.
- Внешний жертвенник (מזבח החיצון, мизбах ха-хицон) — так как он находился во дворе Скинии (впоследствии Храма), в отличие от жертвенника воскурения.
- Жертвенник (הַמִּזְבֵּחַ, ха-мизбеах).

В Скинии он назывался также:
- Медный жертвенник (מִזְבֵּחַ הַנְּחוֹשֶׁת мизбах ха-нехошет) — см. he:מזבח הנחושת.
- Земляной жертвенник (מזבח האדמה, мизбах ха-адама) — так как он был полым внутри, и, когда разбивали лагерь, его наполняли землёй.

Согласно Библии, с этим жертвенником в Скинии и Храме Соломона были связаны ряд чудесных явлений:
- несмотря на то, что на нём всё время горел вечный огонь, жертвенник не повреждался.
- хотя он был расположен под открытым небом, дождь ни разу не потушил на нём огня.
- столб дыма всегда поднимался от жертвенника вертикально к небу, и его не относило ветром.
- дым не имел запаха палёной плоти.

## Устройство

### В Скинии
И сделай жертвенник из дерева шиттим, пять локтей длиною и пять локтей шириною; четырёхугольным должен быть жертвенник, и три локтя вышина его. И сделай роги его на четырех углах его; из него должны быть роги его; и обложи его медью. И сделай к нему горшки для сгребания пепла его, и лопатки его, и чаши его, и вилки его, и совки его, все принадлежности сделай из меди. И сделай к нему решетку (михбар) сетчатой работы из меди, и на решетке сделай четыре кольца медных на четырёх концах его. И положи её под окружным выступом (карков) жертвенника снизу, дабы была сетка до половины жертвенника. И сделай шесты для жертвенника, шесты из дерева шиттим и обложи их медью, дабы вдевались шесты его в кольца и дабы были шесты по обеим сторонам жертвенника, когда нести его. Полым внутри, дощатым сделай его; как показано тебе на горе, так пусть сделают.
— Исх. 27:1—8
Большой Жертвенник всесожжения размещался во дворе Скинии, напротив входа и в 22 локтях от него. Каркас жертвенника был сделан из дерева акации, окован медью и был полым внутри. Деревянный корпус облегчал его переноску, при установке же во время стоянок он заполнялся землёй (а также, вероятно, и камнями). Если же жертвенник сооружался из камней, железо не должно было коснуться его камней (Исх. 20:22).

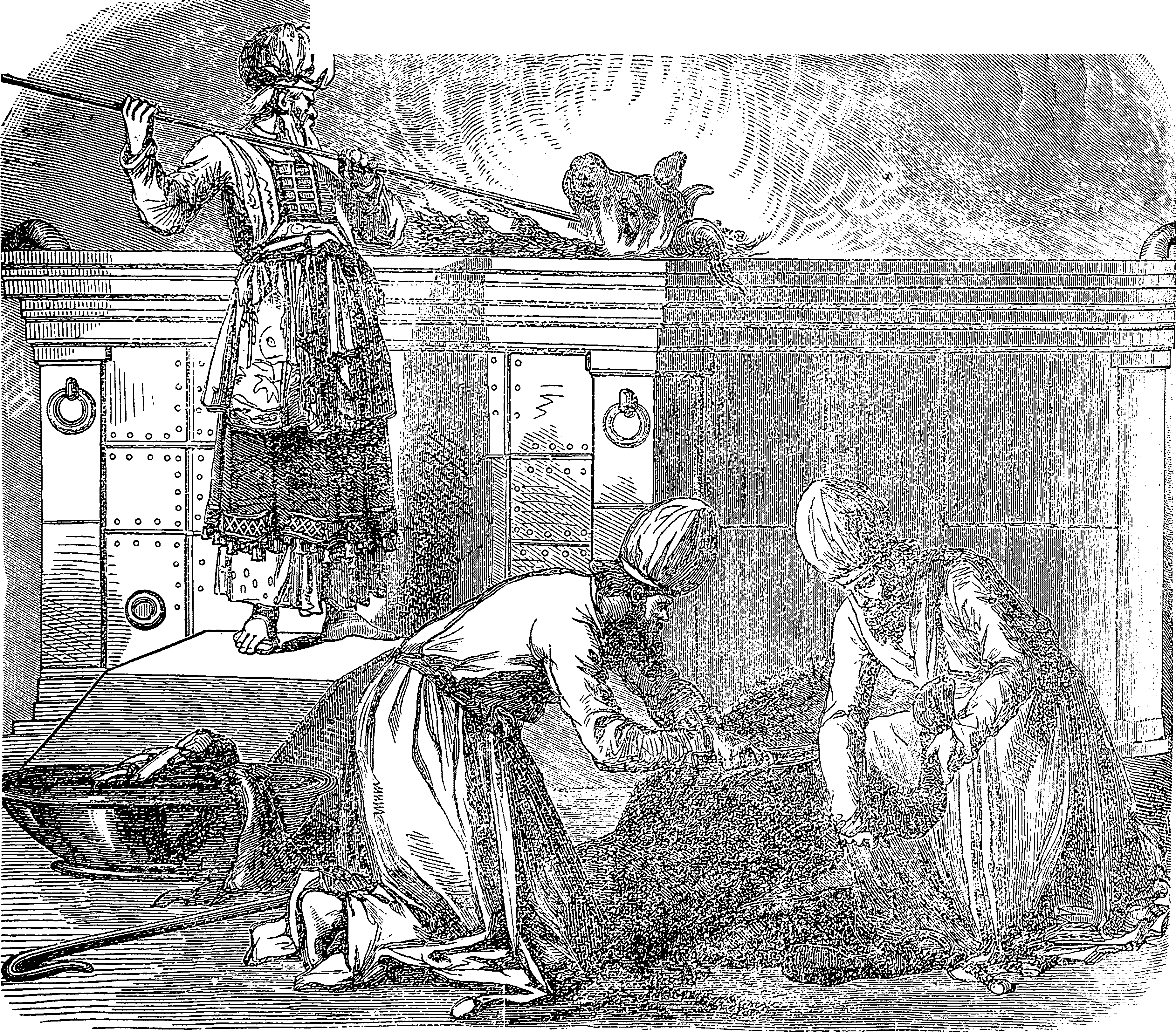
Жертвенник всесожжения (рисунок из «Библейской энциклопедии»)

На жертвеннике горел неугасимый огонь и ежедневно приносились жертвы (Исх. 30:18—21).
Размеры верхней поверхности жертвенника составляли 5 × 5 локтей (около 2,5 × 2,5 м), а его высота 3 локтя (около 1,5 м). Середину жертвенника опоясывал медный решётчатый настил с равномерно расположенными по периметру отверстиями (михбар), высотой в один локоть. Его верхний край разделял жертвенник на верхнюю и нижнюю части (это различие было необходимо для принесения большинства жертв).
Жертвенник имел внутри медную решётку для дров. Над решётчатым настилом находился выпуклый обод (карков), отделанный резным орнаментом из цветов и бутонов и служивший украшением. В углу жертвенника было два отверстия для стока крови жертвенных животных. Возле этого угла были две чаши, где совершались возлияния вина и воды.
Снизу жертвенника выступало «основание», высотой в локоть, на которое выливалась кровь, оставшаяся после кропления ею жертвенника. По бокам жертвенника были кольца для несения его на шестах. Наверх вёл пандус (кевеш), поскольку Тора запрещает подниматься к жертвеннику по ступеням. Все аксессуары жертвенника также были изготовлены из меди.
Сверху, на каждом из углов, жертвенник имел рогообразные выступы (по-видимому, эти выступы являлись символом силы, подобно рогам быка). Прикосновение к ним служило знаком желания всецело предаться на милосердие Божие, а также обеспечивало, в некоторых случаях, неприкосновенность и безопасность от мщения.
Согласно преданию, после постройки царем Соломоном Храма (около 950 г. до н. э.), Скиния и медный жертвенник были укрыты в подземном тайнике под Храмом.

### В Храме Соломона
В Храме Соломона большой медный Жертвенник всесожжения стоял в центре внутреннего двора («Двора священников»), напротив входа в Притвор и в 22 локтях от него и также в 22 локтях от «ворот Никанора», которые служили входом во «Двор священников». По преданию, место жертвенника служило границей между наделами колен Иехуды (Иуды) и Биньямина (Вениамина).
Он представлял собой квадратную трёхступенчатую конструкцию 20 локтей длиной, 20 шириной и 10 высотой (около 10 × 10 × 5 м):
1. Первая ступень (20 × 20 локтей), погружённая в землю и обведённая кюветом, была высотой в 2 локтя;
2. вторая ступень (16 × 16 локтей) — высотой 4 локтя;
3. третья (12 × 12 локтей) — высотой в 4 локтя — называлась Харэль, на её углах было четыре «рога».

К Жертвеннику восходили по наклонной плоскости, примыкавшей к его южной стороне. С восточной стороны к нему примыкали ступени.
Царь Ахаз приказал передвинуть жертвенник, построенный Соломоном, и на его месте поместить жертвенник по образу жертвенника, который находился в Дамаске. По всей вероятности, его сын, царь Хизкия (Езекия), удалил этот жертвенник и вернул на прежнее место жертвенник всесожжения. При разрушении Храма Соломона в 586 году до н. э. вавилонянами был разрушен и жертвенник.

### Во Втором Иерусалимском храме
Когда изгнанники под руководством Зерубавеля вернулись в Иерусалим, они очистили от обломков и пепла территорию Храма, возвели Жертвенник всесожжения и возобновили, таким образом, принесение жертв ещё до строительства самого Храма. Вскоре, однако, возникли распри между иудеями и самаритянами, которые всячески препятствовали восстановлению Иерусалимского храма. В результате, строительство Храма было прервано. И, хотя оно возобновилось только спустя 15 лет, всё это время приносились жертвоприношения на восстановленном жертвеннике.
Жертвенник всесожжения во Втором Храме был возведён на основании жертвенника Первого Храма, но в отличие от него располагался не в центре внутреннего двора, а был несколько смещён к югу, открывая вид на здание Храма. Он был сложен из неотёсанных камней, которых не коснулось железо.
Согласно Гекатею, первоначально жертвенник имел 20 локтей в длину и 10 локтей в ширину. В юго-западном углу жертвенника было два отверстия для стока крови жертвенных животных. Эта кровь стекала в трубу, которая вела к реке Кидрон. Возле этого угла были также две чаши, где совершались возлияния вина и воды.
Греко-сирийский царь Антиох IV Эпифан в 167 г. до н. э. осквернил жертвенник, поставив на него алтарь Зевса Олимпийского. Храмовая служба была прервана на три года и возобновлена после захвата Иерусалима Иехудой Маккавеем (164 г. до н. э.) во время восстания Маккавеев (165—163 гг. до н. э.). Иехуда Маккавей очистил Храм от языческой скверны и отремонтировал его, а также поставил новый Жертвенник всесожжения и изготовил новую утварь для святилища. Старый, осквернённый жертвенник был разобран и его камни хранились в специальном храмовом помещении. Ровно через три года после осквернения Храма сирийцами он был освящён, и в нём были возобновлены жертвоприношения и зажигание Меноры.
Подробное описание жертвенника, воздвигнутого Маккавеями, содержится в нескольких местах в Мишне. Он представлял собой трёхступенчатую конструкцию: его основание (32 × 32 локтя), погружённое в землю и обведённое кюветом, называлось Йесод и было высотой в локоть; на нём помещались Совев и Карков; на четырёх верхних углах Каркова было четыре «рога». К южной стороне жертвенника примыкал центральный пандус (кевеш) длиной 30 локтей, по которому священники восходили на крышу Каркова. Сбоку находились ещё два малых пандуса, которые вели на Йесод и Совев. На крыше Каркова помещались три (или четыре) группы дров, которые поддерживали «неугасимый огонь».
Мятежная попытка народа помешать царю Александру Яннаю в исполнении священнических обязанностей в Храме привела к тому, что вокруг жертвенника была воздвигнута ограда.

### В Храме Ирода
В Храме Ирода жертвенник был квадратным и значительно превосходил своими размерами предыдущие жертвенники: 50×50 локтей и 15 локтей в высоту.

## Жертвенник в иудаизме

### Жертвенники в Библии
В качестве центрального предмета служения Богу жертвенник появляется в Библии уже в истории Каина и Авеля, которые принесли часть от плодов своего труда в жертву Богу. Согласно талмудической традиции, уже Адам принёс первого сотворённого быка, в качестве благодарственной жертвы Богу, за сотворение себя и сотворение всего мира и всех созданий и в качестве искупления за свой грех.
В жертвеннике, который построил Ной, после своего выхода из Ковчега, уже присутствует различие между животными, пригодными для жертвы и непригодными, а сама жертва для Всевышнего впервые называется «благоухание» (ריח ניחוח) (выражение, которое затем часто в Библии повторяется).
Множество жертвенников было построено Праотцами, наиболее значительный из которых, жертвенник, на котором должно было состояться Жертвоприношение Исаака в земле Мория. Традиционно считается, что этот жертвенник помещался на месте жертвенника, который воздвиг Адам, и где впоследствии должен будет стоять Жертвенник всесожжения в Иерусалимском храме.
Иисус Навин построил жертвенник из камней, взятых со дна Иордана, после чудесного перехода через него израильтян. Ему же велено было построить жертвенник из неотёсанных камней на горе Эйваль.

### Назначение жертвенника
Еврейские мудрецы объясняли символический смысл жертвенника, подбирая слова, начинающиеся на каждую из четырёх букв, составляющих слово «жертвенник» — מִזְבֵּחַ (мизбеах):
1. מְחִילָה (мехила, «прощение») — жертвенник являлся тем каналом, посредством которого каждый мог искать примирения с Богом, от которого отдалился вследствие прегрешения;
2. זְכוּת (зхут, «заслуга») — у жертвенника находили выход чувства признательности, смирения, раскаяния, и вследствие проявления этих добродетелей облагораживалась жизнь, и обретались заслуги перед Богом;
3. בְּרָכָה (браха, «благословение») — верой и правдой следуя Учению, средоточием которого является служение у жертвенника, человек удостаивается Божественного благословения и сам становится благословением для других;
4. חַיִּים (хаим, «жизнь») — жертвенник указывает путь к жизни вечной, к вечным ценностям истины, праведности и святости.

### Ритуал, связанный с Жертвенником всесожжения
Жертвенник всесожжения служил, главным образом, местом, где совершались жертвоприношения и сжигались части тех жертвенных животных, которые предназначались для всесожжения: жертвы всесожжения (ола), повинные (ашам), мирные (шламим), часть искупительных жертв (хатат). На жертвенник кропили кровью жертвенных животных: кровью мирной жертвы, жертвы всесожжения и повинной жертвы кропили нижнюю часть жертвенника, а кровью очистительной жертвы — его верхнюю часть (на четыре «рога»), за исключением жертвы из птиц, когда поступали наоборот. На жертвеннике приносились часть хлебных (мучных) приношений (минха), на нём совершали возлияния вина (нисух ха-яин) и воды. Кроме этого, в некоторых храмовых ритуалах у жертвенника были и другие функции: так в Суккот жертвенник был частью церемонии Ошанот, в ходе которой его многократно обходили с пальмовыми ветвями в руках.

### Жертвенник в качестве убежища
Если же кто злонамеренно умертвит ближнего своего лукаво, то от жертвенника Моего бери его на смерть.
— Исх. 21:14
Из этого стиха следует, что жертвенник не может в подобном случае защитить убийцу. В то же время, он способен временно его защитить в том случае, если убийца соответствует трём следующим условиям:
1. Он убил человека неумышленно.
2. Он не держится за жертвенник, а находится на нём.
3. Он священник (коэн) и находится при исполнении храмовой службы.

В любом ином случае, убийца доставляется в суд силой. Если же речь идёт об убившем неумышленно, по делу которого суд уже вынес решение, родственникам погибшего (гоэль ха-дам, букв. «искупляющий кровь») разрешается его убить.
Во время мятежа Адонии против царя Соломона пытались Иоав бен Церуйа, военачальник армии и сам Адония найти убежище в том, что держались за «роги» жертвенника. Адония спустился с жертвенника сам после того, как Соломон обещал не убивать его, при условии, что тот больше не станет поднимать мятеж против царя (впоследствии, Адония нарушил это условие и Соломон приказал его казнить). Иоава же Соломон приказал умертвить на месте, возле жертвенника. После этих случаев вошло в поговорку выражение «держится за рога жертвенника», о том, кто пытается спастись нечестным путём.

## Перспективы восстановления жертвенника
Мудрецы Талмуда приводят принцип, дошедший до них в устной традиции: «Приносят жертвоприношения, несмотря на то, что отсутствует Храм.».
С началом национального возрождения еврейского народа в Палестине (конец XIX века), рав Цви Калишер призвал возобновить жертвоприношения на Храмовой горе, хотя бы и без восстановления Храма, подобно тому, как поступил Зерубавель при возвращении из вавилонского плена. Он даже приступил к пробным попыткам получить на это разрешение турецких властей.
Определённую галахическую проблему для возобновления жертвоприношений представляет отсутствие уверенности в точном местоположении жертвенника. Эта проблема может быть решена пророком или же с помощью различных исторических и археологических свидетельств.